# 拳銃無宿 (映画)
『拳銃無宿』（けんじゅうむしゅく、Angel and the Badman）は、1947年に公開されたアメリカの西部劇映画。出演はジョン・ウェインなど。スティーブ・マックイーンが主演した同じ邦題のテレビドラマとは別内容である。

## キャスト
※括弧内は日本語吹替（放送日1969年1月27日『サントリー名画劇場』）
- クワート・エヴァンス：ジョン・ウェイン（糸博）
- ペネローブ：ゲイル・ラッセル（武藤礼子）
- マクリントック：ハリー・ケリー（寺島幹夫）
- ワース夫人：アイリーン・リッチ
- スティーブンス：ブルース・キャボット